# Thomas Larrouquis
Thomas Emmanuel Larrouquis (Villeurbanne, 30 aprile 1985) è un ex cestista francese.
È il figlio di Alain Larrouquis.

## Palmarès
- Campionato francese: 1

Cholet: 2009-10